# Erna
Erna er et pigenavn svarende til drengenavnet Ernst, der betyder "alvor". Der er tale om en kortform af Ernestine (femininumsdannelse af Ernst).
Erni er en variant af navnet, der anvendes på dansk.
1. januar 2013 var der 4229, der hed Erna i Danmark, mens der var 36 kvinder og 7 mænd, som hed Erni.

## Kendte personer med navnet
- Erni Arneson, dansk skuespiller.
- Erna Hamilton, dansk grevinde og forfatter.
- Erna Juel-Hansen, dansk forfatter og oversætter.
- Erna Solberg, norsk politiker og partileder for Høyre.

## Navnet i fiktion
- "Erna Iversen" er en figur, som Peter Larsen har brugt i shows og tv-underholdning.
- Erna er en figur i den nordiske mytologi.